# Port lotniczy Enschede Twente
Port lotniczy Enschede Twente – port lotniczy położony 6 km na północ od Enschede, we wschodniej Holandii

## Linie lotnicze i połączenia
Obecnie nie ma regularnych lotów z i na lotnisko Twente. Do historycznych połączeń lotniczych zaliczają się m.in. loty czarterowe na Gran Canarię, do Antalyi, Palma de Mallorca, Faro i Heraklionu.